# 刘兰畦
刘兰畦，中华人民共和国政治人物。
担任民盟盟员。小学教师。1954年，当选第一届全国人民代表大会代表。1954年9月，她出席第一届全国人大第一次会议讨论宪法草案，期间并发言。